# Bogomir Pregelj
Bogo(mir) Pregelj, slovenski publicist, bibliotekar in prevajalec, * 22. oktober 1906, Vižmarje - † 22. april 1970, Ljubljana.

## Življenje
Rodil se je v Vižmarjih pri Ljubljani. Bil je prvi sin pisatelja Ivana Preglja.
Ljudsko šolo in gimnazijo je obiskoval v Kranju. Na Filozofski fakulteti v Ljubljani je leta 1928 diplomiral germanistiko, komparativno literaturo in komparativno gramatiko. Po specializaciji v Leipzigu in služenju vojaškega roka v Sarajevu se je zaposlil kot knjižničar, v Ljudski knjižnici  Prosvetne zveze v Ljubljani.

## Delo
Njegova prva zaposlitev je bila v knjižnici, ki ji je do konca aktivnega udejstvovanja posvetil veliko pozornosti. Službena pot ga je potem vodila v Smederevo, in Bački Petrovac, septembra 1937 pa je bil premeščen na I. državno realno gimnazijo v Ljubljani, kjer je poučeval jezike do 1945. Med vojno je aktivno sodeloval v OF. Januarja 1945 je bil aretiran in zaprt, nato pa napoten v internacijo. Ker je bil prehod čez Jezersko že zaprt, se je vrnil v Ljubljano. Po vojni je delal najprej kot tajnik komisije za vojno škodo na kulturnih spomenikih. Leta 1946 se je posvetil problematiki tedanjih ljudskih in znanstvenih knjižnic in je nato vse življenje ostal  povezan s knjižničarstvom. Od 1952 je honorarno poučeval nemško književnost na Višji pedagoški šoli v Ljubljani - kasneje Pedagoški akademiji. Leta 1959 se je tu zaposlil kot redni profesor za nemški jezik, nemško književnost, fonetiko in metodiko nemškega jezika. V slovenski kulturni prostor je posegel s prevajanjem iz nemščine in angleščine tako mladinskih del kot leposlovja za odrasle ter s publiciranjem v mladinskih in kulturniških revijah. Bil je sodelavec lista Gradimo in urednik njegove filmske in radijske rubrike. Sledi njegovega dela in aktivnega življenja pa najdemo še na mnogih področjih: Od leta 1956 do 1960 predsednik prvega Društva diabetikov, Generalni tajnik [[Der internationale Deutschlehrerverband (Mednarodno društvo učiteljev nemškega jezika), kjer je sodeloval kot strokovnjak za poučevanje tujih jezikov.
Leta 1949 je v Poročevalcu kritiziral Ježkov in Adamičev kuplet Marička, ki je bil predvajan na radiu: "Kakor film je tudi radijska oddaja zaradi svoje zvočnosti bolj živa kakor pa knjiga. Sistematično oddajanje kvalitetnih glasbenih del z razlagami je eno najboljših glasbeno-umetniških propagandnih sredstev. Toda kaj pomaga taka izbira, ko pa pokvari vse postavljeno naslednje pol ure osladne, zlagane pocestniške muzike z verzi zapetimi v tremolu, zlagane lajdrasto priskutne čustvene trivialnosti, ki koketira z lascivnostjo, ponižujoč resnobo socialističnega dela v bezniško popevko."

## Bibliotekar
Leta 1946 se je Bogomir Pregelj posvetil problematiki tedanjih ljudskih in znanstvenih knjižnic.
Ministrsvo za prosveto ga je na podlagi sklepov 1. konference bibliotekarjev Slovenije (22. 12. 1946) imenovalo za člana Komisije za preureditev profesorkih in dijaških knjižnic na srednješolskih zavodih. Leta 1947 se je zaposlil pri Državni založbi Slovenije, obenem  pa se je še naprej posvečal knjižnicam in knjižničarskemu delu. Organiziral je prvi tečaj knjižničarstva in pripravil priročnik Delo knjižničarja v Ljudski knjižnici. Sodeloval je v Komisiji za pregled knjižnic. Upravnik Mestne ljudske knjižnice v Ljubljani je postal 1.9.1953 (do 1959) na podlagi sklepa 13. seje mestnega ljudskega odbora glavnega mesta Ljubljane. Izpeljal je vsebinsko revizijo knjižničnega fonda, moderniziral delo v knjižnici in odprl novo čitalnico. Pripravil je trojni (AIK, DK, naslovni) anotirani katalog slovenske zaloge knjig Mestne ljudske knjižnice. Po letu 1959 je na Pedagoški akademiji uvedel in vodil študij bibliotekarstva.

## Nagrade, priznanja, odlikovanja
1948- Nagrada in pohvala za delo pri organizaciji ljudskih in sindikalnih knjižnic
1948- Bronasta značka za prostovoljno delo v kulturno-prosvetnih akcijah